# Hans Ubbink
Hans Ubbink (Doesburg, 15 oktober 1961) is een Nederlands modeontwerper die vooral bekend is geworden met zijn mannenmode, maar sinds 2001 tevens vrouwenmode maakt.

## Biografie
Ubbink volgde een opleiding aan de Kunstacademie in Arnhem, in 1986 presenteerde hij zijn eindexamencollectie. Aan de hand van dit eindexamenwerk schreef hij een boek, Styling en ontwerp, waarna hij werd gevraagd om voor Soap Studio van Frits Klaarenbeek te gaan werken. Dit wist hij later te verruilen voor een ontwerpfunctie bij Van Gils. Na het faillissement van dit modelabel nam hij in 1992 het initiatief voor een modern mannenmerk J.C. Rags. Later dat jaar richtte hij ook zijn eigen eerste modelijn, genaamd Books, op.
In 2000 begon Hans Ubbink een eigen bedrijf in samenwerking met zijn vrouw Ans. Nog in datzelfde jaar werd een mannencollectie gelanceerd dat hij presenteerde onder zijn eigen naam. Ubbink is doorgebroken vanwege het feit dat hij opvallende prints ontwierp op overhemden voor mannen. Het jaar daarna, in 2001, volgde een vrouwenlijn genaamd Hans Ubbink Women. Met deze lijn wilde Ubbink een geëmancipeerde vrouw uitstralen die zowel zelfstandig als vrouwelijk is. “Emancipatie zonder Verlies van de Vrouwelijkheid” werd de slogan van deze kledinglijn. In 2003 werd Hans Ubbink Blue gelanceerd, een collectie die was en gericht op jongere mannen en vrouwen. In 2014 startte hij een ondergoedlijn genaamd Private Eko.
In januari 2015 stopt Hans Ubbink met zijn modelabel.

## Filmografie
| Jaar | Titel              |                    | Rol                |
| ---- | ------------------ | ------------------ | ------------------ |
| 2013 | Expeditie Robinson | Televisieprogramma | Kandidaat/Zichzelf |
| 2013 | Verliefd op Ibiza  | Televisieserie     | Zichzelf           |